# Камиссония
Камиссония (лат. Camissonia) — род многолетних и однолетних травянистых растений подсемейства Onagroideae, семейства Кипрейные (Onagraceae). Род назван в честь ботаника Адельберта фон Шамиссо (нем. Adelbert von Chamisso).

## Описание
Травы, имеющие розетку или обычно не имеющие таковую, со стеблем ветвистым от основания и выше, ветви стелющиеся или полегающие, облиственные или безлистные.
Листья в основном линейные или узко-овальные.
Цветки обоеполые, актиноморфные; чашелистиков 4 (иногда 2-3), 4 лепестка жёлтого цвета, часто с тёмными пятнами у основания; тычинок 8, завязь четырёхгнёздная.
Плод — сидячая цилиндрическая коробочка 15—50 мм длиной, раскрывающаяся вдоль створок.
Семена 0,6—1,2 (1,6) мм длиной, расположены в один ряд в гнезде.
Число хромосом: n = 7, 13, 14, 21.

## Таксономия
Ранее род состоял из 62 видов, большинство которых в настоящее время перенесены в роды Camissoniopsis, Chylismia, Chylismiella, Eremothera, Eulobus, Neoholmgrenia, Taraxia, Tetrapteron.
По информации базы данных The Plant List, род включает 23 вида
- Camissonia andina (Nutt.) P.H.Raven
- Camissonia bairdii S.L.Welsh
- Camissonia benitensis P.H.Raven
- Camissonia bolanderi N.D.Atwood & S.L.Welsh
- Camissonia breviflora (Torr. & A.Gray) P.H.Raven
- Camissonia campestris (Greene) P.H.Raven — Камиссония полевая
- Camissonia contorta (Douglas) Kearney
- Camissonia dentata (Cav.) Reiche
- Camissonia dominguez-escalantorum N.D.Atwood, L.C.Higgins & S.L.Welsh
- Camissonia graciliflora (Hook. & Arn.) P.H.Raven
- Camissonia hilgardii (Greene) P.H.Raven
- Camissonia integrifolia P.H.Raven
- Camissonia kernensis (Munz) P.H.Raven
- Camissonia lacustris P.H.Raven
- Camissonia ovata (Nutt. ex Torr. & A.Gray) P.H.Raven
- Camissonia palmeri (S.Watson) P.H.Raven
- Camissonia parvula (Nutt.) P.H.Raven
- Camissonia pubens (S.Watson) P.H.Raven
- Camissonia pusilla P.H.Raven
- Camissonia sierrae P.H.Raven
- Camissonia strigulosa (Fisch. & C.A.Mey.) P.H.Raven
- Camissonia subacaulis (Pursh) P.H.Raven
- Camissonia tanacetifolia (Torr. & A.Gray) P.H.Raven